# نایف اکرد
نایف اکرد (انگلیسی: Nayef Aguerd؛ زادهٔ ۳۰ مارس ۱۹۹۶) بازیکن فوتبال اهل مراکش است.
از باشگاه‌هایی که در آن بازی کرده است می‌توان به باشگاه فوتبال دیژون اشاره کرد.
وی همچنین در تیم‌های ملی فوتبال زیر ۲۳ سال مراکش و مراکش بازی کرده است.